# Galović, Srbija
Galović (izvirno srbsko Галовић) je naselje v Srbiji, ki upravno spada pod Občino Koceljeva; slednja pa je del Mačvanskega upravnega okraja.

## Demografija
V naselju živi 199 polnoletnih prebivalcev, pri čemer je njihova povprečna starost 45,3 let (44,7 pri moških in 45,9 pri ženskah). Naselje ima 90 gospodinjstev, pri čemer je povprečno število članov na gospodinjstvo 2,61.
To naselje je popolnoma srbsko (glede na rezultate popisa iz leta 2002), a v času zadnjih treh popisov je opazno zmanjšanje števila prebivalcev.
|  |

| Demografija | Demografija     | Demografija     |
| Leto        | Št. prebivalcev | Št. prebivalcev |
| ----------- | --------------- | --------------- |
|             |                 |                 |
|             |                 |                 |
|             |                 |                 |
|             |                 |                 |
| 1948        | 460             |                 |
| 1953        | 476             |                 |
| 1961        | 426             |                 |
| 1971        | 413             |                 |
| 1981        | 345             |                 |
| 1991        | 264             | 258             |
| 2002        | 235             | 235             |
|             |                 |                 |

| Etnična sestava po popisu iz leta 2002 | Etnična sestava po popisu iz leta 2002 | Etnična sestava po popisu iz leta 2002 | Etnična sestava po popisu iz leta 2002 | Etnična sestava po popisu iz leta 2002 |
| -------------------------------------- | -------------------------------------- | -------------------------------------- | -------------------------------------- | -------------------------------------- |
| Srbi                                   | Srbi                                   |                                        | 235                                    | 100,0%                                 |
| Neznano                                | Neznano                                |                                        | 0                                      | 0,0%                                   |